# Newcastle-under-Lyme
Newcastle-under-Lyme este un oraș și un district ne-metropolitan situat în comitatul Staffordshire, regiunea West Midlands, Anglia. Districtul are o populație de 123.800 locuitori din care 73.944 locuiesc în orașul propriu zis Newcastle-under-Lyme.

## Orașe din cadrul districtului
- Newcastle-under-Lyme
- Kidsgrove

## Vedeți și
- Listă de orașe din Regatul Unit